# 中都之战
中都之战，是1215年蒙古帝国与金朝发生的战役 。蒙古人获胜，开始进军中原。
1211年，蒙古与金朝间的战争的开始。在战争的前两年，金朝还能将成吉思汗的军队阻挡在北方边疆。这段时间内，成吉思汗扩充部队，1213年，蒙古军兵临金国长城（金界壕）。成吉思汗兵分三路，准备征服金朝。他派弟弟拙赤合撒儿率军向东攻打辽东。他派三个年长的儿子术赤、察合台、窝阔台攻打河东。他和他的小儿子拖雷率军向山东进发。这个战略取得了成功，三支军队都突围而出。
经过长期的围城战，1215年6月1日，蒙古在最终占领中都。金朝守将完颜承晖自杀，蒙古人屠杀了中都居民。金宣宗早已撤出中都，将其首都迁至南京开封府，以黄河为界抵御蒙古人。1232年，开封被蒙古占领。1234年，金朝灭亡。